# Музаки (род)
Музаки (на албански: Muzakajt) е благородническа фамилия от времето на т.нар. средновековни албански княжества. Родът е притежавал обширни владения на територията на съвременна Централна и Южна Албания (областта Музакия).
Най-ранният исторически документ, в който се споменават Музаки, е на византийската принцеса Анна Комнина от 1090 г. В края на XIII и началото на XIV век родът владее района между реките Девол и Вьоса. Някои от представителите на рода са лоялни към Византийската империя, други гравитират около Шарл I Анжуйски. За кратък период сръбският цар Стефан Душан окупира Албания, включително владенията на Музаки, но след неговата смърт те си възвръщат предишните земи. След битката при Балши през 1385 г. територията на Албания е покорена от Османската империя. Така Музаки служат на султана до 1444 г., когато Теодор Корона Музаки се присъединява към бунта на Скендербег. Когато османците потушават бунта и превземат венецианските владения в Албания, много членове на рода Музаки заминават за Италия. Останалите в Османска Албания загубват своите феодални права, някои приемат исляма и са на високи постове в османската военна и административна йерархия.
Сред забележителните членове на семейството са Йоан Музаки, Теодор Корона Музаки, Ахмед Курт паша, който е санджак бей през XVIII век на санджака Берат (известен и като Авлона). Последният от известните членове на рода Музаки, намерили убежище в Италия, умира в Неапол през 1600 г.

## Етимология на името
В своите мемоари, озаглавени „Кратък летопис за потомците на нашия род Музаки“, написани в Италия, Йоан Музаки споменава някои интересни факти, които по-късно изследователят Ноел Малкълм потвърждава като достоверни. Йоан Музаки твърди, че според семейната история името Музаки или Мусачи произлиза от променена форма на името „Молосачи“, древни епирски племена, известни още като Молоси.